# Festuca duernsteinensis
Festuca duernsteinensis là một loài thực vật có hoa trong họ Hòa thảo. Loài này được Vetter mô tả khoa học đầu tiên năm 1922.